# Lucas Cranach (festő, 1472–1553)
Idősebb Lucas Cranach (Kronach, 1472. október 4. – Weimar, 1553. október 16.) német festő, grafikus. Három szász fejedelem udvari festője, a szász festészeti iskola megalapítója. A reformáció korában Németországban ő volt „A német festő”.

## Élete
Lucas Cranach 1472 októberében, valószínűleg 4-én egy kis bajorországi helységben született. Apját, aki szintén festő volt, Hans Malernak hívták, de a családneve valószínűleg a foglalkozására (Maler = festő) utal. Lucas szülővárosának akkori írásmód szerinti nevét vette fel, így valódi neve homályban maradt. 1495 és 1498 között Kronachban és környékén dolgozott, 1500 táján Bécsbe költözött. 1502-ből való első, biztosan datálható műve, 1504-ben használta először az LC monogramot, és 1505-ben szerepelt a neve hivatalos iratokban. Több táblakép bizonyítja Cranach termékenységét ezekben az években, például egy döbbenetes kifejezőerejű Kálvária 1503-ból.
1504-ben visszatért Türingiába, s elvette feleségül a gothai polgármester lányát, Barbara Brengbiert. Bölcs Frigyes választófejedelem még ebben az évben udvari festőjének alkalmazta. Wittenbergben, a fejedelmi udvarban telepedett le, és élete végéig a választófejedelem és utódai szolgálatában állt. 1508. január 6-án nemeslevelet kapott, ettől kezdve címerállata, a denevérszárnyú kígyó emblémáját használta szignóként.

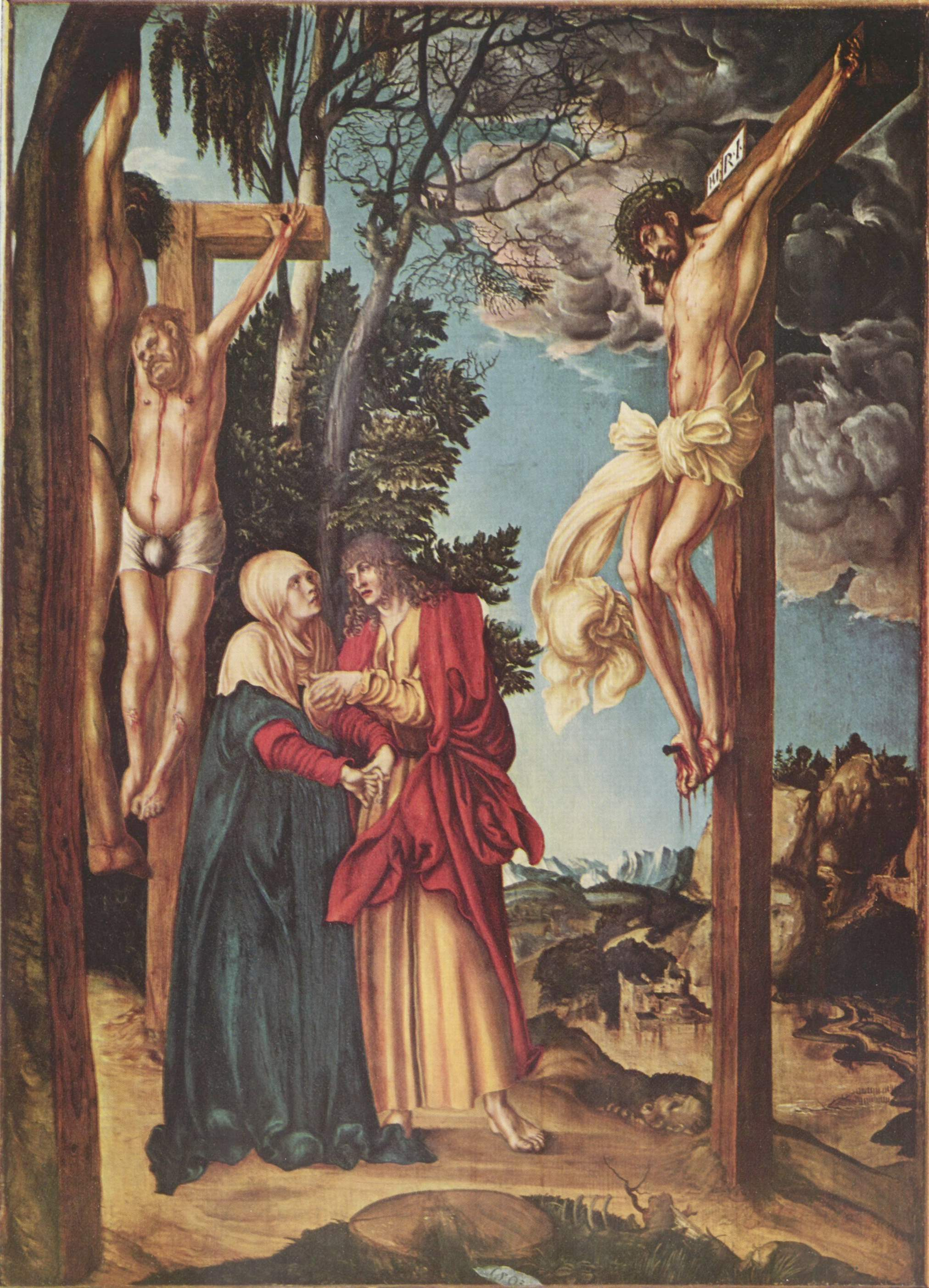
Kálvária (1503)

1508-ban Németalföldön járt a fejedelem megbízásából, hogy jelen legyen azon az ünnepségen, amelyen Miksa császár unokájának, a későbbi V. Károlynak hódolnak. Lefestette az akkor nyolcéves fiút, de a kép nem maradt fenn.
1519-ben tagja lett a városi tanácsnak, majd 1525-ben, 1526-ban, 1528-ban és 1529-ben is a tanács tagjává választották. 1537 és 1545 között minden évben megválasztották tanácstagnak és polgármesternek. 1520-ban megkapta azt a kiváltságot, hogy patikusként dolgozhasson. Már az övé volt Wittenberg legszebb magánháza, ahol a gyógyszertár működött. Cranach ezenkívül egy könyvkereskedés és egy nyomda tulajdonosa is volt.
Lucas Cranach nem elégedett meg kivételes helyzetével, tevékenyen kivette a részét a reformáció harcaiból. Szoros barátság fűzte Luther Mártonhoz. Luther volt Cranach egyik lányának, Annának a keresztapja. A festő kérte meg a vallásreformátor számára Katharina von Bora kezét, majd az esküvőjükön ő volt a tanú. Cranach lett Luther első gyermekének keresztapja. Több arcképet is készített barátjáról. A tanács egyik tagjával együtt ő szervezte meg Luther Újtestamentum-fordításának eladását. De barátságuk nem akadályozta meg abban, hogy Luther kifejezett ellenfelének, Brandenburgi Albert bíborosnak, a mainzi és magdeburgi érseknek a megbízatásait elvállalja. Ez a művészetpártoló főpap olykor annyi megbízást adott, hogy az egész műhely megfeszített munkájára volt szükség a teljesítésükhöz.
Cranach élete és munkássága szorosan egybeforrt a politikai eseményekkel. 1547-ben a mühlbergi csatában Szász Frigyes választófejedelem V. Károly fogságába esett. 1550-ben Cranach végrendelkezett, lemondott minden tisztségéről, majd követte a fejedelmet augsburgi fogságába. Augsburgban ismerte meg Tizianót, aki V. Károly képmásán és a fogoly arcképén dolgozott. Amikor 1552-ben Szász Frigyes visszakapta rangját, és székhelyét Weimarba tette át, a festő vele ment. A piactéren ma is álló, pompás házban rendezkedett be, és két segédet is szerződtetett. A jelek szerint eszébe sem jutott a nyugalomba vonulás, pedig a 80. évében járt. Újra kinevezték udvari festőnek. 1553. október 16-án halt meg.
Idősebb Cranachnak házasságából három lánya és két fia született. A lányok közül Barbarának egyenes ági leszármazottja – nyolc nemzedékkel később – az egyik legnagyobb német költő, Johann Wolfgang von Goethe volt.
Fiai közül ifjabb Lucas 1515-ben született, bátyja, Hans születési évét nem ismerjük. Mindkét fiú festő lett. Hans 1537-ben meghalt Bolognában. Ebben az évben megváltozott a Cranach-szignó: az eddig függőleges szárnyú kígyó szárnyai vízszintes helyzetbe kerültek.
Ifjabb Lucas Cranach 1550-ben vette át apjától a műhely vezetését. Művészi fölényben lévő apja árnyékából nem tudott kiszabadulni, a munkát idősebb Cranach stílusában folytatta. Mégis a német festészet kiváló képviselőjévé vált annak leggyengébb korszakában. Még nem teljesen tisztázott, hogy Cranach 1550-ben készült arcképe melyikük műve, valószínűleg közös alkotás. A Cranach-műhely az ifj. Cranach 1586-ban bekövetkezett haláláig játszott jelentős szerepet.

## Művészete

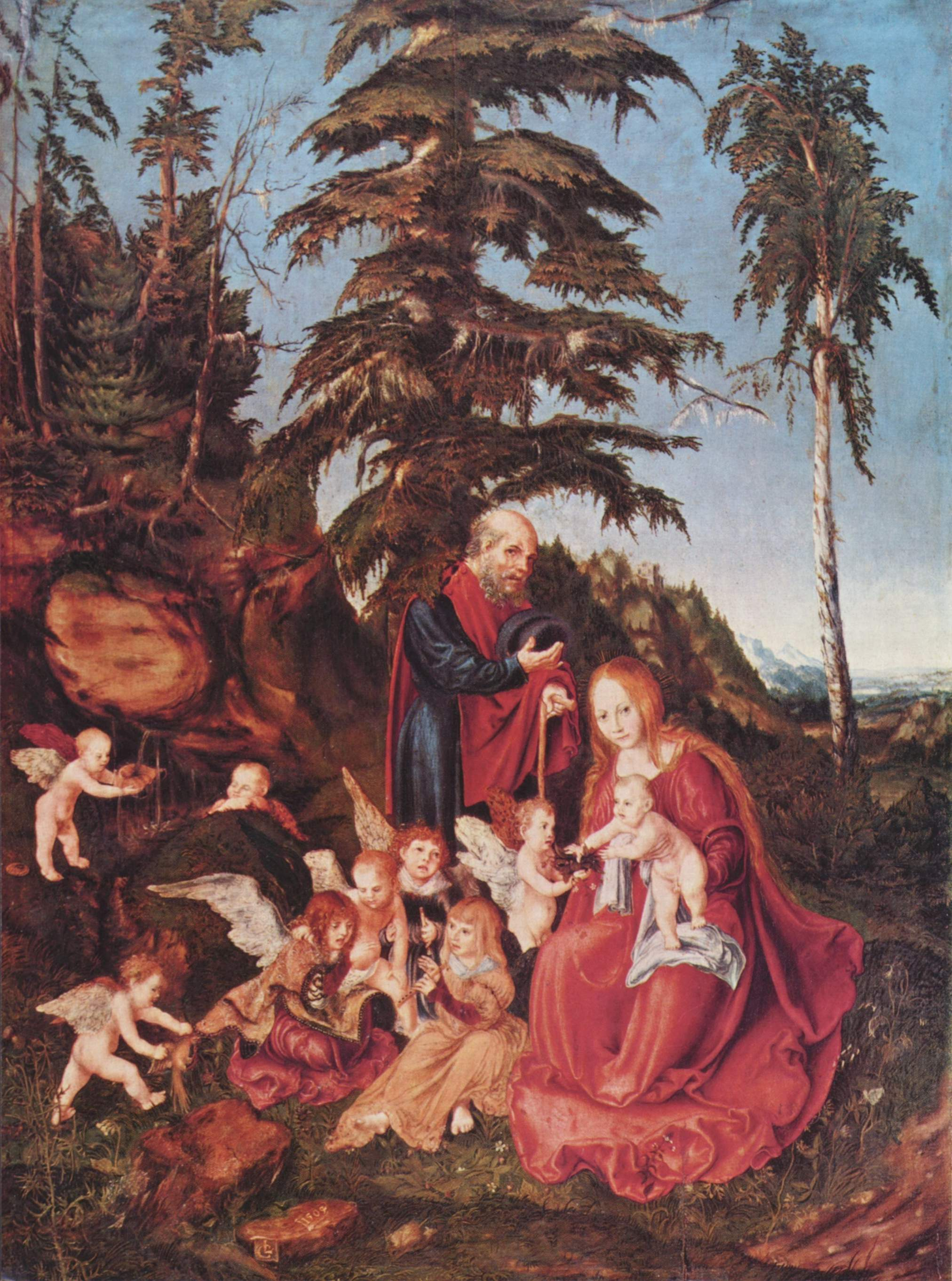
A pihenő szent család (1504)

Korai festményeiről nem tudunk semmit. A bécsi korszak oly nagy változást hozott művészetében, hogy stílusának elemzése alapján nem lehet megtalálni ifjúkori műveit. Bécsben készült alkotásai alapján a dunai iskola egyik elindítójának tartják. A reneszánsznak ez az ága a formák és a színek segítségével fejezi ki a táj nagyszerűségét, hoz létre egységet a táj és az alakok között, erős pátosz és líraiság jellemzi. Már első ismert művén, az 1502-ben készült Kálvárián felismerhetőek e stílusjegyek: a képen szereplő mozgalmas csoport, a természet és a jelenet egysége, a pazar színek a dunai iskolához való tartozását mutatják. Egészen más jellegű a művész első szignált műve, a Pihenő szent család, amelyet a hangulati egység, a harmónia Cranach bécsi tartózkodásának fő művévé tesz.
Bécsben jelentős alkotásokat hoz létre a portréfestés területén is. Már a 15. századi ábrázolásokon egységet alkot a személy és a tájképi háttér, de csak Cranach képein olvad tájba az emberi alak. Legismertebb arcképei Johan Stephan Reussnak és feleségének arcképpárja 1503-ból. A bécsi korszak alkotásai közé tartozik több fametszet és rajz is, például egy Kálvária 1502-ből, amelyen Albrecht Dürer Nagy Passiójának hatása is kimutatható, de míg Dürer kompozíciója szigorúan szimmetrikus, addig Cranach megszünteti ezt az egyensúlyt, elmozdítja a kompozíció tengelyét adó keresztfát a központból.
Miután Wittenbergbe költözött, Cranach stílusa gyökeresen megváltozott. Kialakult az a simulékony, dekoratív, festői, udvari és manierista stílus, amely az általa teremtett iskola műveit jellemzi. A vallási témák mellett világi témájú képek is készültek: mitológiai jelenetek, arcképek. Az 1506-ban készült Szent Katalin-oltáron teljességgel felismerhetők az új stílus jegyei, hiányzik belőle az a harmóniára való törekvés, amely Cranach bécsi képeire jellemző. Későbbi képei, mint a Szent Anna-oltár, már derűsebb, világosabb. E korszakának művein egyértelműen látszik, hogy Cranach nemcsak a németalföldi, hanem az itáliai festészetet is alaposan ismerte.
1509-ben számos fametszetet készített a Wittenbergi templomi énekeskönyvhöz, szám szerint 117-et. Valamennyi ereklyét felsorakoztatta, amely a kastély-templomban addig összegyűlt, kereken ötezret. Címképül Bölcs Frigyes és fivére kettős arcképét metszette. Ekkor készítette első rézmetszeteit is.
Németalföldi útja után Cranach műveiben előtérbe kerülnek az antikvitás témái, a történelmi jelenetek, a zsánerképek. A Bölcs Frigyes által megteremtett művelt, humanista légkörben sok moralista tartalmú kompozíciót, illetve aktképet festett. A vallási és világi témák közötti határok lassan elmosódtak: a Mária Magdolna az alabástromedénnyel című képén a női alak udvari ruházatban, idillikus tájkép előtt látható.
Luther Mártonról az első arcképet 1520-ban készítette: a rézmetszeten szerzetesi ruhában látható. Ezután számos arckép készült róla élete különböző korszakaiban.
A művészt a protestáns egyházi festészet megteremtőjének tartják. Nem művészi eszközökkel fejezte ki a protestáns tanok lényegét, hanem inkább a tanok tartalmát ábrázolta. Ezek a képek úgy olvashatóak, mint egy könyv, olykor a könnyebb megértést szöveg is segíti.

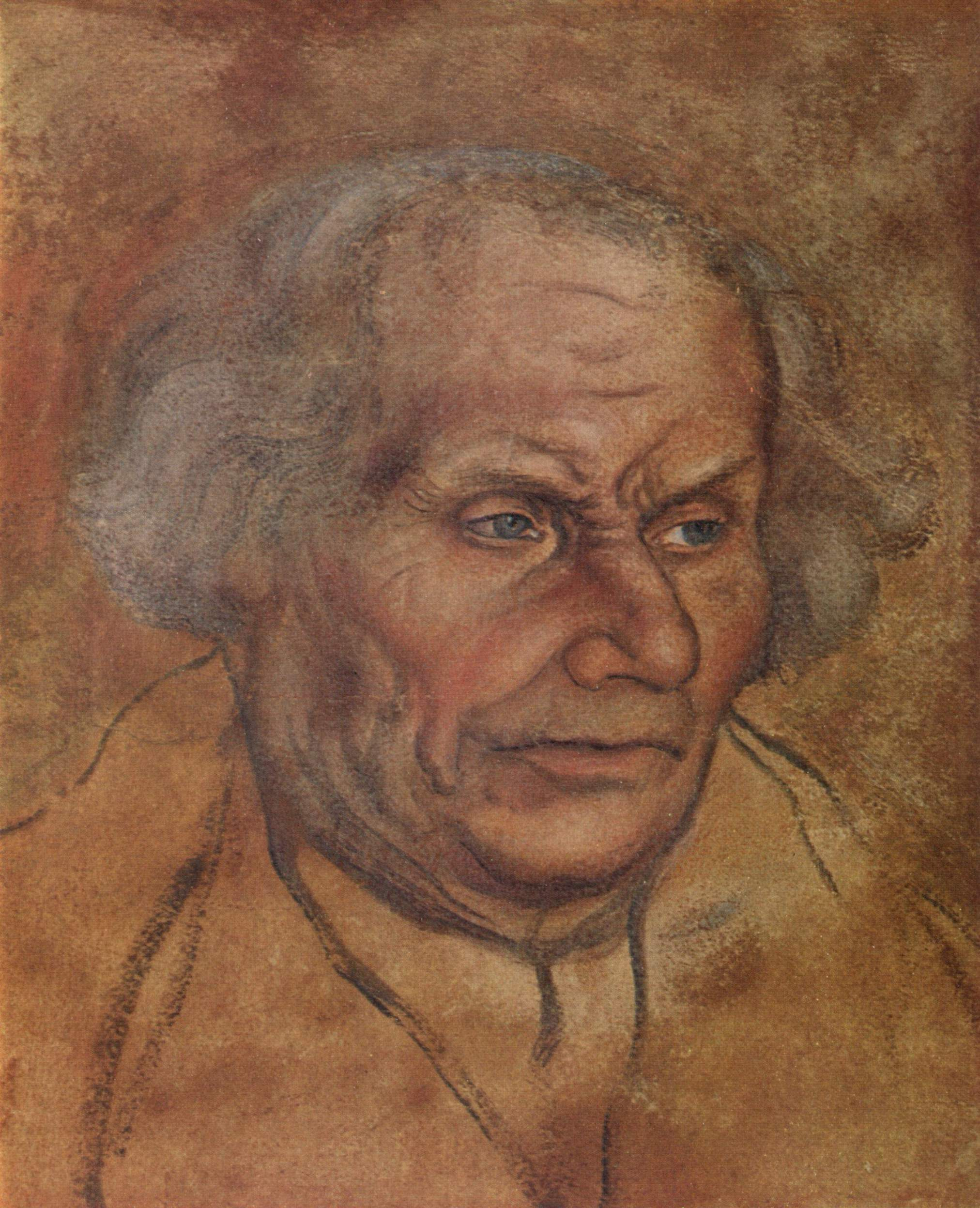
Luther apjának portréja (1527)

Lutherrel és munkatársával, Philipp Melanchthonnal együttműködve Cranach egy sor oltárképet festett a reformáció szellemében. A wittenbergi nagytemplom oltárát 1547-ben szentelték fel. Az oltárkép tematikáját a reformok szelleme határozta meg: a keresztelő a közösségbe fogadást, az áldozás a Krisztussal való egyesülést, a gyónás pedig az Oltáriszentség vételére való felkészülést jelenti. A reformáció elindítói, Melanchthon, Johannes Bugenhagen és Luther is szerepeltek a festményeken. Cranach a bibliai történetek és a szentek életének ábrázolásmódjával a reformáció új felfogását tárja elénk.
Cranach nagy hírnevet szerzett arcképeivel. Egy sor hivatalos és udvari képmáson kívül legnagyobb jelentőségűek a polgárokról készült portréi. Megfestette többek között Luther szüleinek, Margit és Hans Luthernek a képmását.

## Az udvari festő
Amikor Bölcs Frigyes meghívására Cranach Wittenbergbe ment, a város Bécshez képest „nyomorúságos fészek” volt. A választófejedelem mindent elkövetett, hogy művészek, tudósok meghívásával, egyetem alapításával a szellemi élet központjává tegye. Érthető, hogy Cranach örömmel fogadta a megbízást, amely udvari festői rangot és jelentős jövedelmet jelentett.

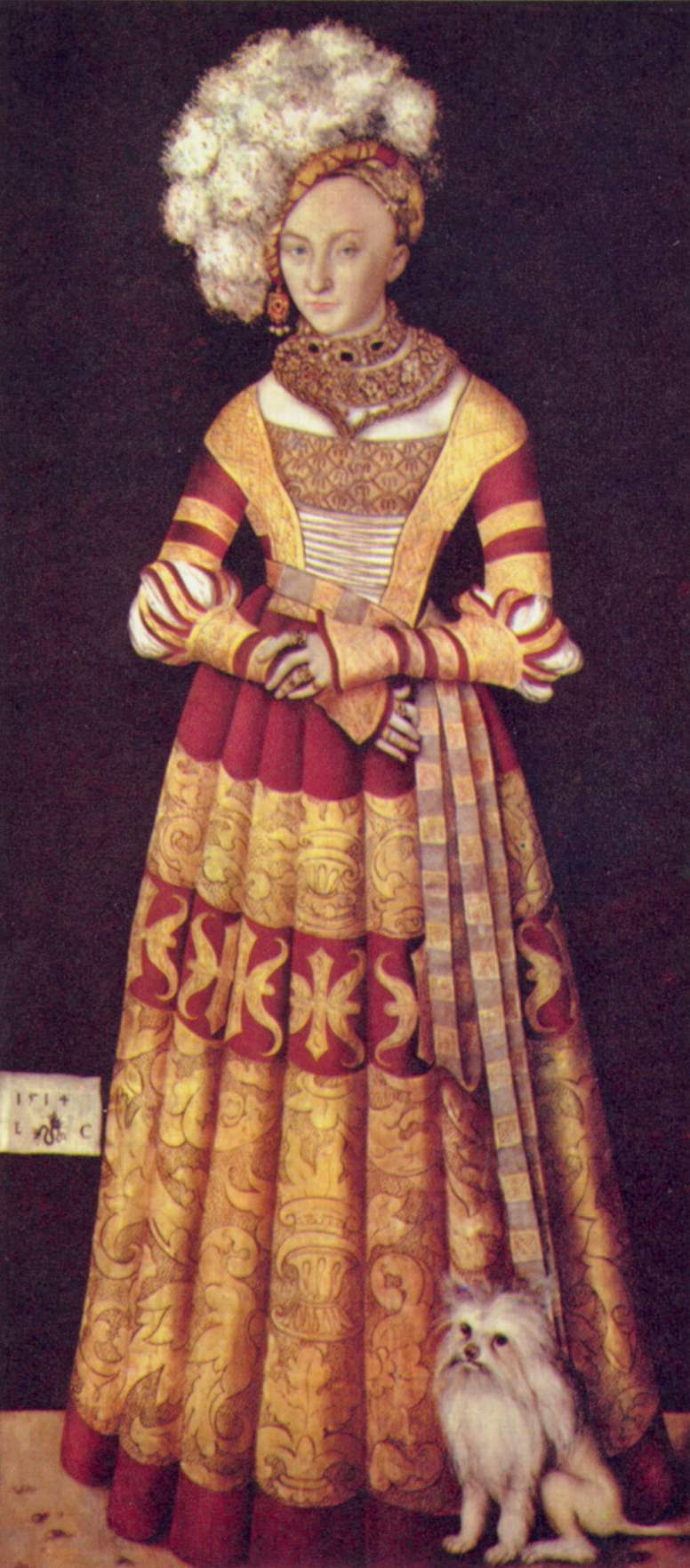
Mecklenburgi Katalin hercegnő portréja (1514) A párja a II. világháborúban megsemmisült

Az udvarnál rengeteg arcképet festett a választófejedelemről, családjáról és köréről, valamint polgárokról. Már nem a pillanatnyi benyomás megragadására törekedett, hanem az állandó jellemvonások megörökítésére. Gazdag tájképi környezet helyett semleges háttér elé helyezi az ábrázolt személyt. 1514-ben készítette a német festészet első teljes alakos arcképeit, Jámbor Henrik herceg és felesége, Katalin arcképét. Először ábrázoltak oltárképtől függetlenül egész alakos, életnagyságú képmásokat. Tökéletes példái a reprezentációs udvari portrénak.
Mint udvari festő, ő és műhelye készítette a fejedelmi kastélyok dekorálását faliképekkel és nagyméretű vásznakkal. Ezeknek a képeknek a fő témája a vadászat volt. Az antik mitológiai témájú képek is keresettek voltak, főleg, mert alkalmat adtak a női akt ábrázolására. A műhely mindent szállított megbízói számára, ami összefüggött a festészettel: címereket, festett lótakarókat, de vállaltak aranyozást, szobafestést és házak külső festését is.
Ahogy nőtt Cranach hírneve, sokasodtak megbízásai, szaporodott a műhely munkája. Az eredetileg saját jelként használt szignót már műhelyjelként használták. Gyakran került sor azonos témák ismétlésére, ezért több esetben kérdéses, hogy a mester saját kezű művéről van-e szó. A műhelyt néha manufaktúrának nevezték, nem alaptalanul. Ha egy személy arcképére több megrendelés is érkezett (például Luther vagy a választófejedelem portréi), a mester eredeti művei alapján a segédek készítették el őket szériában. Ebben az esetben művészi színvonalról nem lehet beszélni.
Kora egyetlen festőjéről sem hangzott el annyi kritika, mint Cranachról, főleg az utolsó évtizedekre és a műhely munkájára vonatkozóan. Valóban késői korszakában nem ábrázolta olyan bensőségesen a természetet, mint korábbi művein, a műhelymunkákon pedig sematikussá, élettelenné vált a táj. Hanyagolta a rajzok és rézmetszetek készítését is. De a portréi egyenrangúak Dürer és Holbein arcképeivel, s nem utolsósorban páratlan történelmi dokumentumok. Hiszen azokat a személyeket örökítette meg, akik a reformáció élharcosai voltak, vagy jelentős szerepet játszottak kora történelmi eseményeiben.
A maga nemében egyedülálló módon rótta le tiszteletét az utókor Cranach munkássága, valamint a reformációban való részvétele előtt. A weimari templom szárnyas oltárának –  a fia alkotása – a középtábláján Luther és Keresztelő János között ott áll Lucas Cranach egész alakos képmása.

## Híres művei

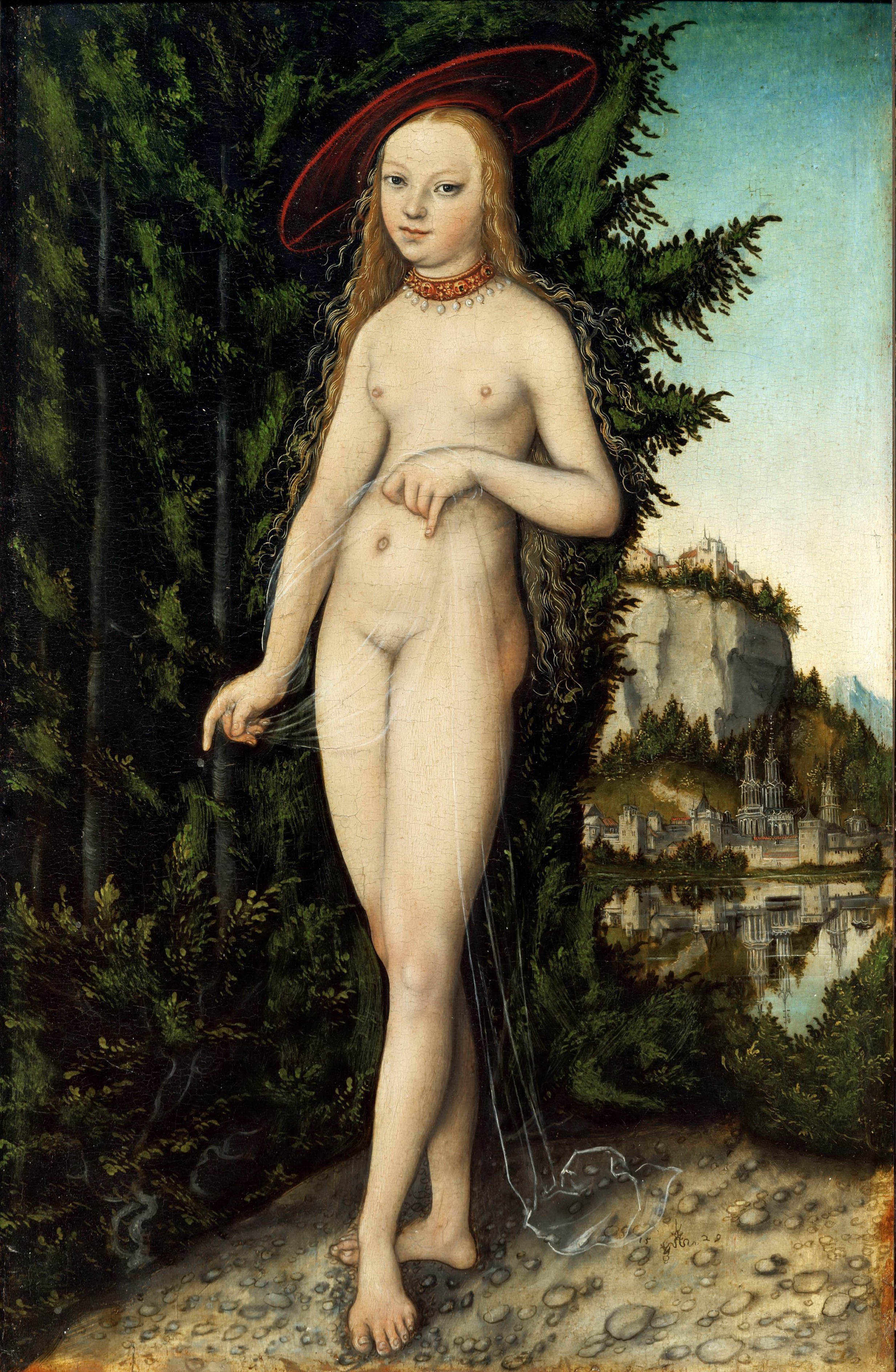
Fátyolos Vénusz (1529, Louvre, Párizs)

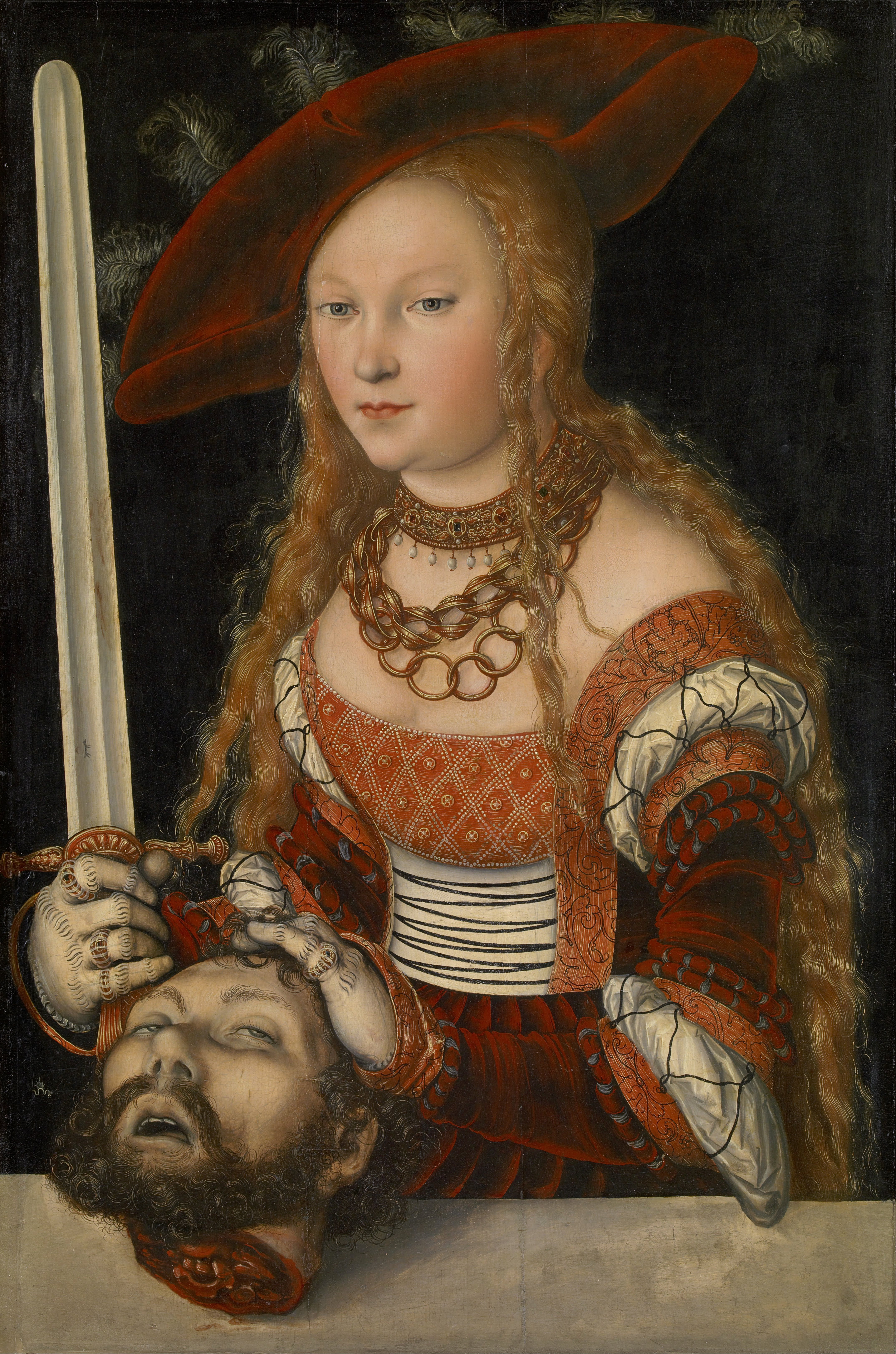
Judit Holofernész levágott fejével (1530 körül, Bécsi Szépművészeti Múzeum)

- 1502 Kálvária, Bécs, Kunsthistorisches Museum Wien
- 1502 Bűnbánó Szent Jeromos, Bécs, Kunsthistorisches Museum
- 1502 Szent Ferenc stigmatizációja, Bécs, Gemäldegalerie der Akademie der blindenden Künste
- 1502 Szent Valentin a donátorral, Bécs, Gemäldegalerie der Akademie der blindenden Künste
- 1502 Kálvária, rajz
- 1503 Kálvária, München, Altepinakothek
- 1503 Johannes Cuspinianus és felesége, Anna, Winterthur, Oscar Reinhart-gyűjtemény
- 1503 Johan Stephan Reuss és felesége, Nürnberg, Germanisches Nationalmuseum és Berlin, Staatliche Museen
- Szent Katalin vértanúsága, Budapest, Ráday-könyvtár
- 1504 Pihenő szent család, Berlin, Staatliche Museen
- 1509 Szent Család-oltár, Frankfurt am Main, Städelsches Kunstinstitut
- 1502-1503 Krisztus a kereszten Mária és Szent János között, fametszet
- 1505 Jézus szíve imádása, fametszet
- 1506 Szent Katalin-oltár, Drezda, Staatliche Gemäldegalerie
- 1509 Szent Anna-oltár, Frankfurt, Städelsches Kunstinstitut
- 1509 Fürsten-oltár, Dessau, Staatliche Kunstsammlung und Museen
- 1509 Vénusz és Cupido, Szentpétervár, Ermitázs
- 1514 Szász Katalin hercegnő, Drezda, Staatliche Gemäldegalerie
- 1519-1520 Bölcs Frigyes, Zürich, Kunsthaus
- 1520-1530 Vénusz és Cupido, Nürnberg, Germanisches Nationalmuseum
- 1520 Luther Márton, rézmetszet
- 1525 Mária Magdolna az alabástromedénnyel, Köln, Wallraf-Richartz Museum
- 1526 Szász Móric herceg, Darmstadt, Grossherzögliche Sammlung
- Luther arcképe, Firenze, Uffizi
- 1527 Hans Luther, tempera, Bécs, Albertina
- 1527 Margit és Hans Luther, Wartburg
- 1529 Vénusz, Párizs, Louvre
- 1532 Krisztus és a házasságtörő asszony, Budapest, Szépművészeti Múzeum
- 1537 Jámbor Henrik herceg, a Staatliche Gemäldegalerie tulajdona volt, Drezda bombázása alatt elpusztult
- 1546 Az ifjúság kútja, Berlin, Staatliche Museen
- 1547 A wittenbergi nagytemplom oltára
- 1550 Önarckép, Firenze, Uffizi